# Creeting St Mary
Creeting St Mary is een civil parish in het bestuurlijke gebied Mid Suffolk, in het Engelse graafschap Suffolk met 697 inwoners.